# Jean-Philippe Dojwa
Jean-Philippe Dojwa, né le 7 août 1967 à Elbeuf, est un coureur cycliste professionnel français.

## Biographie
Jean-Philippe Dojwa a été médaillé de bronze au championnat du monde amateurs sur route en 1990, année où il a aussi remporté la dernière édition de la Route de France, puis coureur professionnel de 1991 à 1998.
Il termine quinzième et meilleur Français du Tour de France 1993. En 1997, il est le leader de la formation Mutuelle de Seine-et-Marne, invitée sur le Tour de France. Il se distingue lors de la dixième étape en s'échappant sur les pentes d'Ordino, avant d'être rattrapé à 8 kilomètres de l'arrivée par Jan Ullrich, vainqueur de l'étape puis du Tour. Il est contraint d'abandonner quelques jours plus tard lors de la quinzième étape, victime d'une tendinite.
Il est devenu responsable commercial des sociétés Bergamont Bicycles puis Trek Bicycle.

## Palmarès

### Palmarès amateur
- 1987
  - Circuit du Roumois
- 1989
  - Tour de La Réunion
- 1990
  -  Champion de France du contre-la-montre par équipes amateurs
  - Wolber d'or
  - Route de France :
    - Classement général
    - 4e étape

  - Tour de Corrèze
  - Bol d'Air creusois
  - 5e étape du Tour de l'Ain (contre-la-montre)
  - 2e de Paris-Barentin
  - 2e de Paris-Mantes
  - 2e du Grand Prix Mathias Nomblot
  - 2e du Tour de la Moyenne Alsace
  - 2e du Tour du Béarn
  - 2e du Tour de Seine-et-Marne
  - 3e de Paris-Bagnoles-de-l'Orne
  -  Médaillé de bronze au championnat du monde sur route amateurs

### Palmarès professionnel
- 1991
  - 3e du Circuit de la Sarthe
- 1992
  - Côte picarde
  - Tour de Luxembourg
  - 3e étape du Tour de l'Avenir (contre-la-montre par équipes)
  - 2e du Tour de l'Avenir
  - 2e du Bol d'Air creusois
  - 3e du Duo normand (avec Marcel Wüst)
- 1993
  - 4e du Critérium du Dauphiné libéré

## Résultats sur les grands tours

### Tour de France
3 participations
- 1993 : 15e
- 1994 : abandon (13e étape)
- 1997 : abandon (15e étape)

### Tour d'Espagne
1 participation
- 1991 : abandon (7e étape)